# موقع النداء
موقع النداء هو الموقع السابق لتنظيم القاعدة، وكان رابطه: AlNeda.com. تم إغلاقه في عام 2002. كان الموقع يعمل من ماليزيا من قبل شركة مزود خدمة إنترنت ماليزية، وأحدث رواجًا بعد أحداث 11 سبتمبر 2001، كان الموقع مُشفّر حيث تصل البيانات إلى الأعضاء فقط، وكان يعرص أخبار تنظيم القاعدة والفتاوى والكتب بالإضافة إلى أشرطة الفيديو لقيادات القاعدة مثل أسامة بن لادن.
تعرض للعديد من محاولات الاختراق والإغلاق في عام 2002 حتى استطاع مالك موقع إباحي أمريكية من اختراقه. وفي الساعة 4:30 من صباح يوم 20 يوليو أصدر مناصرو القاعدة خبر اختراق الموقع.
ثم ظهر الموقع لفترة وجيزة على www.news4arab.org ولكن أُغلق أيضًا. وكان الموقع يُدار من قبل يوسف العييري الذي قتل في تبادل لإطلاق النار مع قوات الأمن السعودية في يونيو 2003.

## معتقلو غوانتانامو
العديد من المعتقلين في معتقل غوانتانامو كان من تبريرات احتجازهم وجود أسمائهم مُدرجة من ضمن أعضاء موقع النداء.

## وصلات خارجية
- Archive.org's record of Alneda.com
- Alneda.com registration information
- Wired.com article about the persistence of the Alneda operators trying to keep the site alive